# Reformierte Kirche Cronenberg

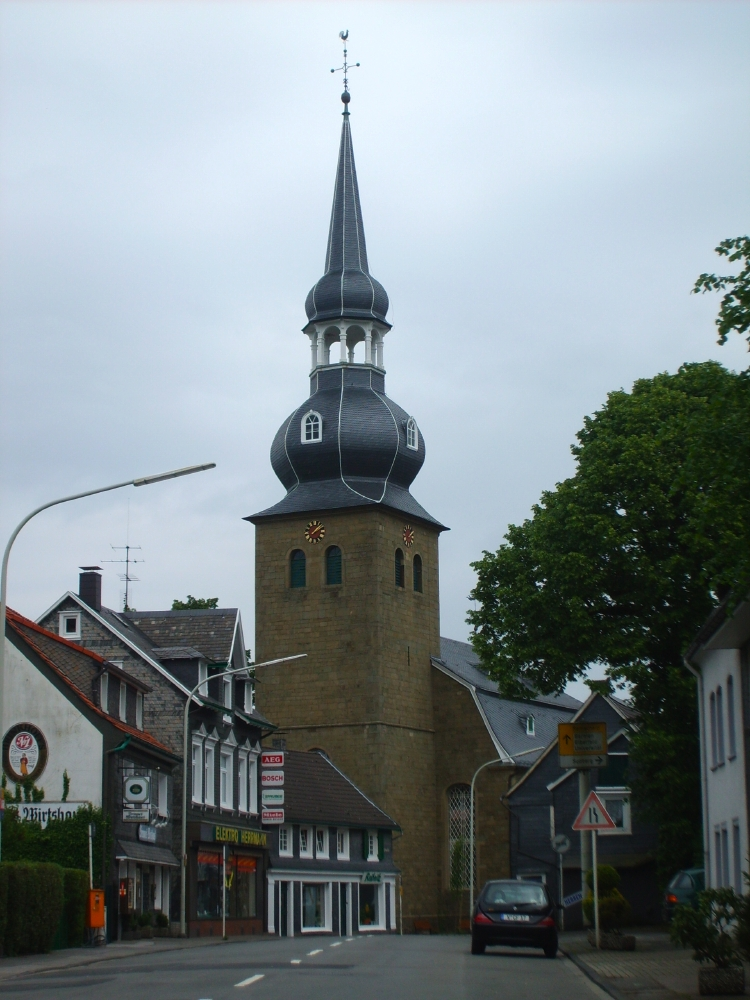

Die Reformierte Kirche in Cronenberg ist eine der markantesten Kirchen auf den Wuppertaler Südhöhen im Stadtteil Cronenberg und gilt aufgrund ihrer Proportionen und des besonders gelungenen Zwiebelturms als eine der schönsten Kirchen im Bergischen Land.

## Geschichte
Der Neubau eines neuen Sakralbaus der Reformierten Gemeinde wurde nötig nach dem Einsturz der Vorgängerkirche, die spätestens im 13. Jahrhundert errichtet worden und ursprünglich den heiligen Ewalden geweiht war. Ermöglicht durch verschiedene Kollekten erfolgten die Grundsteinlegung am 28. Juli 1766 und die ersten Baumaßnahmen unter Pfarrer Johann Heinrich Dilthey. Durch den Tod von Dilthey im Dezember 1768 und die aufwendige Beschaffung weiterer Mittel – insgesamt mussten 16.000 Reichstaler aufgebracht werden – verzögerte sich zunächst der Weiterbau. Erst am 15. Mai 1771 konnte die Kirche eingeweiht werden. Sie gehört zum Typ der Bergischen Predigtkirche nach dem Vorbild der Alten reformierten Kirche in Elberfeld. Der überregional bekannteste Pfarrer der Kirche war der für seine Naturheilverfahren berühmte „Lehmpfarrer“ Emanuel Felke, der von 1887 bis 1894 in der reformierten Kirche tätig war. Die Kirche ist nach der Vereinigung der reformierten und der lutherischen Gemeinde im Jahr 2003 zusammen mit der Friedenskirche und der Nikodemuskirche eine von drei Predigtstätten der Evangelischen Kirchengemeinde Cronenberg im Kirchenkreis Wuppertal der Evangelischen Kirche im Rheinland.

## Beschreibung
Die zweigeschossige Hallenkirche mit Mansarddach ist 24,50 m lang, 18,22 m breit und 50,24 m (= 160 Rheinische Fuß) hoch. Der quadratische Westturm mit einer leicht wirkenden Zwiebelhaube – heute das Wahrzeichen Cronenbergs – wurde 1776 vollendet. Vom Boden bis zum Abschluss des Mauerwerks des Turms sind es ebenso 25,12 m wie vom Mauerabschluss bis zur Spitze. Vom Turm aus hat man einen weiten Blick, bei gutem Wetter bis zum Rhein.
Gegenüber dem Turmeingang sind nach reformierter Art die Prinzipalstücke, der Abendmahlstisch, die spätbarocke, reich verzierte Kanzel mit Deckel sowie die Orgel übereinander angeordnet. Die (gebrauchte) Ibach-Orgel kam erst 1853 in die Kirche. Bis dahin wurde der Kirchengesang durch Vorsingen des Küsters geleitet, was auch kostengünstiger war.
Mit ihren großen umlaufenden Emporen hat die Kirche ca. 850 Sitzplätze (die Gemeinde hatte zur Bauzeit ca. 2900 Seelen). Die Kanzel ist von allen Plätzen aus sichtbar.